# Електролюкс Україна
ТОВ «Електролюкс Україна» — завод з виробництва пральних машин у місті Івано-Франківськ, Україна.

## Історія заводу

### Antonio Merloni
Щоб відновити виробництво автоматичних пральних машин в Івано-Франківську, виконавчий комітет міста протягом 2002—2003 років вів переговори з представниками італійської фірми «Мерлоні».
2003 року італійський концерн «Antonio Merloni», який виробляє велику побутову техніку під брендом «ARDO» (скорочено від італійської Arredamento Domestico — «техніка для дому»), придбав івано-франківський завод у компанії «Норд», що випускала тоді морально застарілі пральні машини «Івіта». Інвестувавши 64 млн євро, італійці створили сучасний завод «Українська побутова техніка» з виробництва пральних машин. Завод був єдиним підприємством італійського концерну за межами Європейського Союзу.
З кінця 2007 р. розпочав випуск пральних машин під торговою маркою «ARDO». Щорічно випускалося приблизно 150 тис. одиниць техніки (600 пральних машин щодня). Продукція заводу перемогла на Всеукраїнському конкурсі-виставці «Найкращий вітчизняний товар 2008 року» в номінації «Виробництво побутової техніки». Пральні машинки продавалися в країнах Євросоюзу та СНД, а також у Гонконзі.
На підприємстві існувало повне циклічне виробництво: цех металоштампування, цех пластмас, цех фарбування, монтажний цех. Підприємство не працювало за операціями з давальницькою сировиною і, таким чином, могло закуповувати компоненти на вітчизняному ринку.

### Electrolux
Концерн «Antonio Merloni» збирався нарощувати обороти (до 3500 одиниць техніки щодня), але світова фінансова криза скоригувала плани. Оптимізуючи роботу групи на міжнародному рівні, 2009 року італійський концерн вирішив продати українське підприємство. Це збіглося з намірами шведської компанії «Electrolux» розширити потужності в Східній Європі. Їхній вибір припав на Івано-Франківськ, адже купівля підприємства, що розташоване недалеко від заводів компанії в Угорщині, Румунії та Польщі, була вигідною з точки зору логістики. До того ж Україна мала порівняно дешеву робочу силу та вихід на ринок країн СНД.
У 2010 році «Electrolux» за 19 млн євро придбав завод ТОВ «Українська побутова техніка» в «Antonio Merloni». Під брендом «Electrolux» завод почав роботу у квітні 2011 року, зосередившись на випуску «вузьких» пральних машин завширшки 34, 38 і 45 см. За чотири роки на заводі було вироблено близько 500 тис. пральних машин під брендами «Electrolux» і «Zanussi», а сукупна частка обох торгових марок на українському ринку зросла з 5,4 до 16,3 %.
У 2018 році запущено нову лінію із виробництва вузьких пральних машин «Electrolux PerfectCare». Участь в урочистостях взяв посол Швеції в Україні Мартін Хагстрем.